# Nierembergia rivularis
Nierembergia rivularis är en potatisväxtart som beskrevs av John Miers. Nierembergia rivularis ingår i släktet Nierembergia och familjen potatisväxter. Inga underarter finns listade i Catalogue of Life.